# Mauressac
Mauressac est une commune française située dans le centre du département de la Haute-Garonne, en région Occitanie.
Sur le plan historique et culturel, la commune est dans le Lauragais, l'ancien « Pays de Cocagne », lié à la fois à la culture du pastel et à l’abondance des productions, et de « grenier à blé du Languedoc ». Exposée à un climat océanique altéré, elle est drainée par la Mouillonne, le ruisseau de mauressac et par divers autres petits cours d'eau. La commune possède un patrimoine naturel remarquable composé de deux zones naturelles d'intérêt écologique, faunistique et floristique.
Mauressac est une commune rurale qui compte 498 habitants en 2022, après avoir connu une forte hausse de la population depuis 1975. Elle fait partie de l'aire d'attraction de Toulouse. Ses habitants sont appelés les Mauressacois ou  Mauressacoises.

## Géographie

### Localisation
La commune de Mauressac se trouve dans le département de la Haute-Garonne, en région Occitanie.
Elle se situe à 31 km à vol d'oiseau de Toulouse, préfecture du département, à 18 km de Muret, sous-préfecture, et à 4 km d'Auterive, bureau centralisateur du canton d'Auterive dont dépend la commune depuis 2015 pour les élections départementales.
La commune fait en outre partie du bassin de vie d'Auterive.
Les communes les plus proches sont : 
Puydaniel (1,3 km), Lagrâce-Dieu (2,1 km), Grazac (2,1 km), Caujac (3,9 km), Esperce (4,1 km), Auterive (4,4 km), Auribail (5,3 km), Miremont (5,4 km).
Sur le plan historique et culturel, Mauressac fait partie du Lauragais, occupant une vaste zone, autour de l’axe central que constitue le canal du Midi, entre les agglomérations de Toulouse au nord-ouest et Carcassonne au sud-est et celles de Castres au nord-est et Pamiers au sud-ouest. C'est l'ancien « Pays de Cocagne », lié à la fois à la culture du pastel et à l’abondance des productions, et de « grenier à blé du Languedoc ».
Mauressac est limitrophe de quatre autres communes.
Les communes limitrophes sont  Auterive, Esperce, Grazac et Puydaniel.
| Puydaniel |           | Auterive |
|           | Mauressac |          |
| Esperce   |           | Grazac   |

### Relief et géologie
Le village est construit au confluent de la vallée d'un petit cours d'eau (le Daurus qui a entaillé les coteaux du Volvestre) et de la large plaine alluviale de l'Ariège. Il n'est pas au fond de cette vallée mais plutôt situé sur le versant exposé au Sud dont le relief, à cet endroit, présente des pentes faibles.
De nombreuses maisons sont alignées en bordure ou parallèlement à une route qui traverse le village, elle relie la vallée de l'Ariège à celle de la Lèze (liaison Auterive-Lézat-sur-Lèze).
Deux hameaux sont plus à l'écart et de nouvelles constructions se sont implantées dans les alentours immédiats, tranquilles et naturellement boisés, surtout de chênes.
Le visage de cette commune est varié puisqu'il comprend une partie de la plaine de l'Ariège, les versants du petit ruisseau cultivés au niveau du village et les coteaux du Volvestre, également cultivés, mais en grande partie boisés.
Le bois de Mauressac présente une particularité rare dans la région, il comporte une plantation importante de hêtres qui sont du plus bel effet et leur sous-bois est beaucoup plus agréable à parcourir que les autres sous-bois, généralement ronceux, des alentours.
Mauressac est donc un village bien exposé et dont les habitations sont plus ou moins dispersées dans un environnement semi-boisé et peu pentu.

### Hydrographie

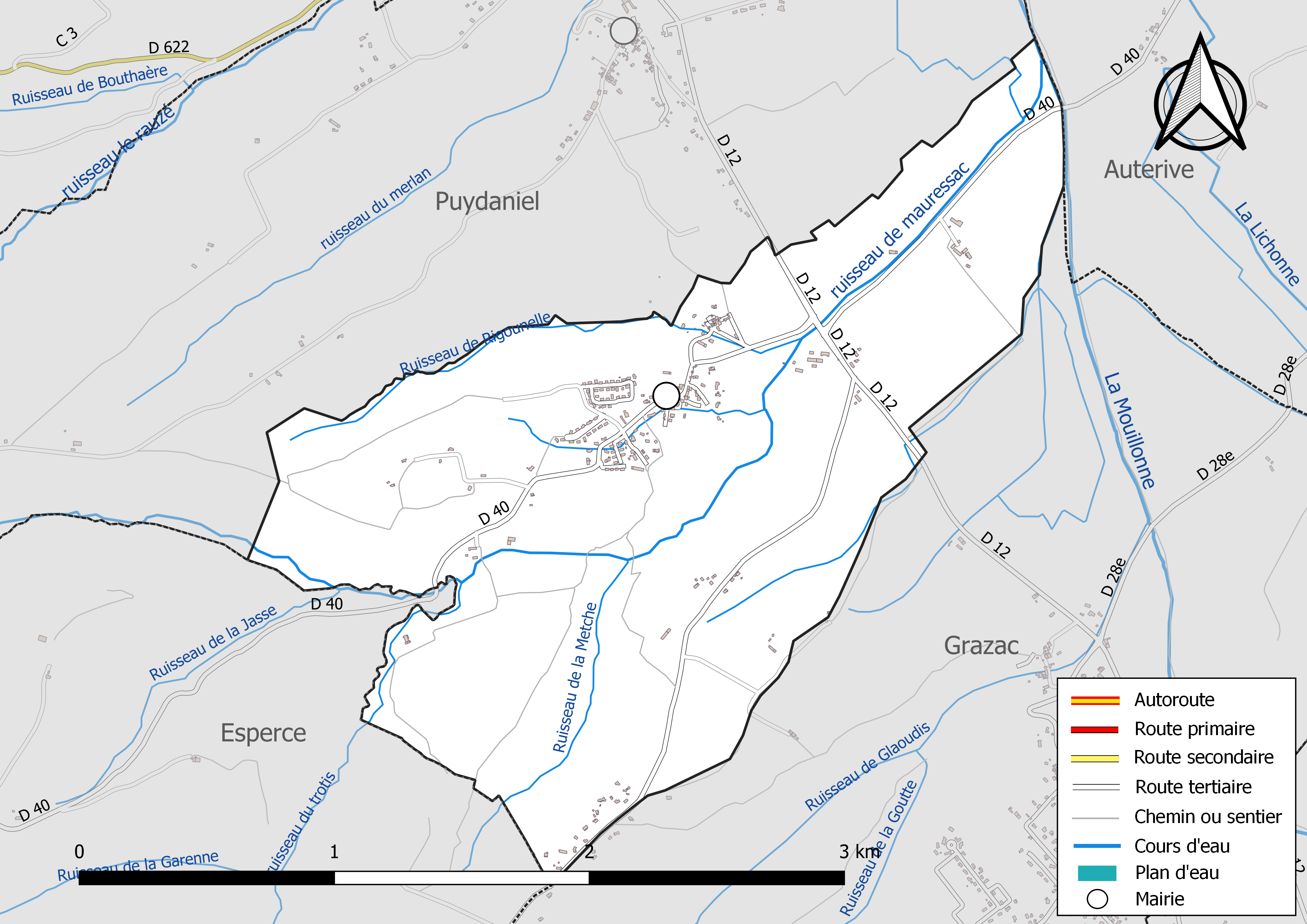
Réseaux hydrographique et routier de Mauressac.

La commune est dans le bassin de la Garonne, au sein du bassin hydrographique Adour-Garonne. Elle est drainée par la Mouillonne, le ruisseau de mauressac, le ruisseau de la Metche, le ruisseau de Rigounelle, le ruisseau du trotis et par divers petits cours d'eau, constituant un réseau hydrographique de 11 km de longueur totale,.
La Mouillonne, d'une longueur totale de 19,9 km, prend sa source dans la commune de Saint-Ybars (09) et s'écoule vers le nord. Elle traverse la commune et se jette dans l'Ariège à Grépiac, après avoir traversé 10 communes.

### Climat
Pour des articles plus généraux, voir Climat de l'Occitanie et Climat de la Haute-Garonne.
En 2010, le climat de la commune est de type climat du Bassin du Sud-Ouest, selon une étude s'appuyant sur une série de données couvrant la période 1971-2000. En 2020, Météo-France publie une typologie des climats de la France métropolitaine dans laquelle la commune est exposée à un climat océanique altéré et est dans la région climatique Aquitaine, Gascogne, caractérisée par une pluviométrie abondante au printemps, modérée en automne, un faible ensoleillement au printemps, un été chaud (19,5 °C), des vents faibles, des brouillards fréquents en automne et en hiver et des orages fréquents en été (15 à 20 jours).
Pour la période 1971-2000, la température annuelle moyenne est de 13,1 °C, avec une amplitude thermique annuelle de 15,8 °C. Le cumul annuel moyen de précipitations est de 730 mm, avec 9,6 jours de précipitations en janvier et 5,5 jours en juillet. Pour la période 1991-2020, la température moyenne annuelle observée sur la station météorologique la plus proche, située sur la commune de Lherm à 21 km à vol d'oiseau, est de 13,6 °C et le cumul annuel moyen de précipitations est de 620,4 mm,. Pour l'avenir, les paramètres climatiques de la commune estimés pour 2050 selon différents scénarios d’émission de gaz à effet de serre sont consultables sur un site dédié publié par Météo-France en novembre 2022.

### Milieux naturels et biodiversité

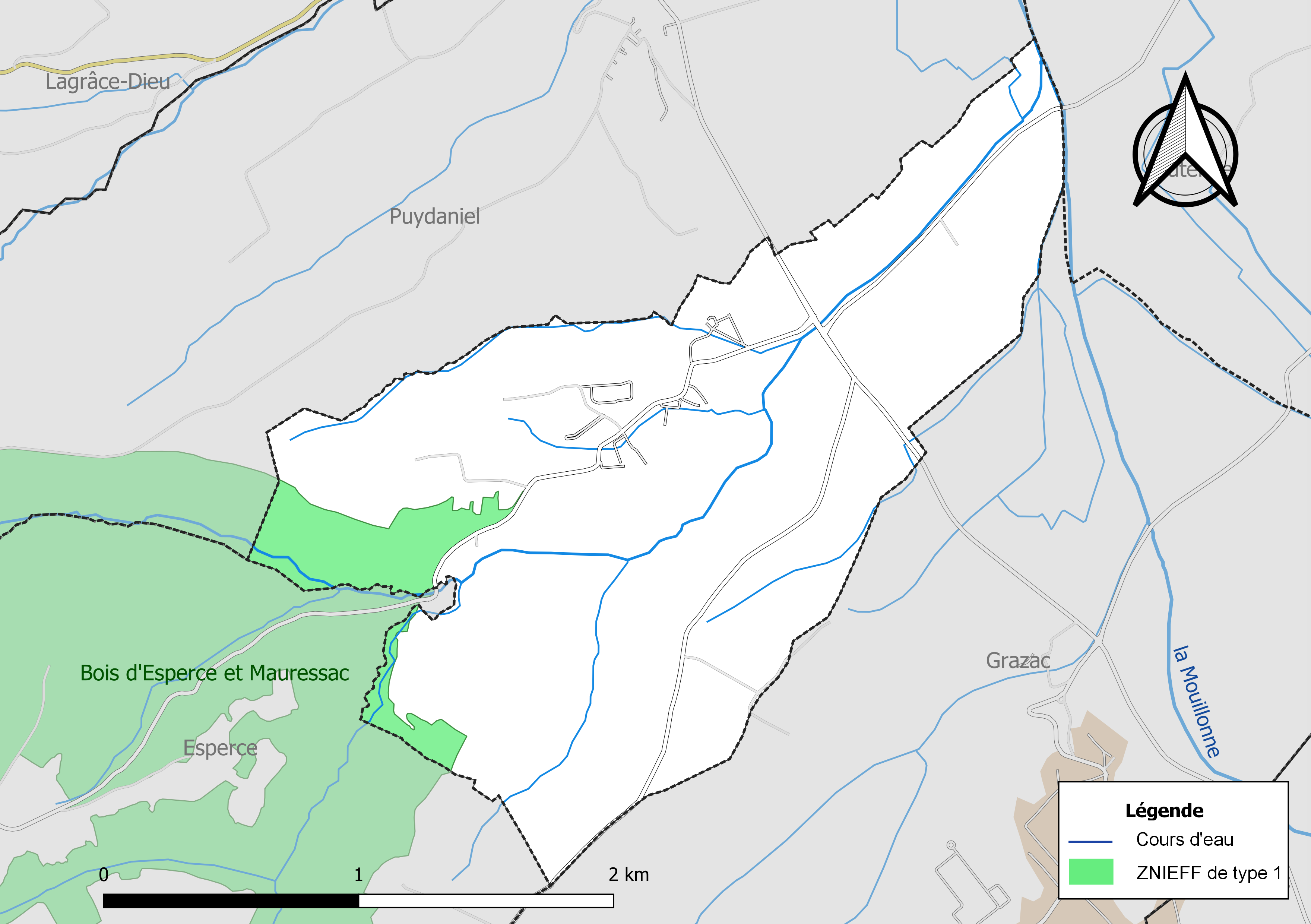
Carte de la ZNIEFF de type 1 localisée sur la commune.

L’inventaire des zones naturelles d'intérêt écologique, faunistique et floristique (ZNIEFF) a pour objectif de réaliser une couverture des zones les plus intéressantes sur le plan écologique, essentiellement dans la perspective d’améliorer la connaissance du patrimoine naturel national et de fournir aux différents décideurs un outil d’aide à la prise en compte de l’environnement dans l’aménagement du territoire.
Une ZNIEFF de type 1 est recensée sur la commune :
les « bois d'Esperce et Mauressac » (379 ha), couvrant 3 communes du département et une ZNIEFF de type 2, : 
les « coteaux et bois de Mauressac à Caujac » (2 203 ha), couvrant 6 communes du département.

## Urbanisme

### Typologie
Au 1er janvier 2024, Mauressac est catégorisée commune rurale à habitat dispersé, selon la nouvelle grille communale de densité à sept niveaux définie par l'Insee en 2022.
Elle est située hors unité urbaine. Par ailleurs la commune fait partie de l'aire d'attraction de Toulouse, dont elle est une commune de la couronne,. Cette aire, qui regroupe 527 communes, est catégorisée dans les aires de 700 000 habitants ou plus (hors Paris),.

### Occupation des sols
L'occupation des sols de la commune, telle qu'elle ressort de la base de données européenne d’occupation biophysique des sols Corine Land Cover (CLC), est marquée par l'importance des territoires agricoles (61 % en 2018), en diminution par rapport à 1990 (71,5 %). La répartition détaillée en 2018 est la suivante : 
forêts (33,5 %), terres arables (27,8 %), zones agricoles hétérogènes (25,1 %), prairies (8,1 %), zones urbanisées (5,5 %). L'évolution de l’occupation des sols de la commune et de ses infrastructures peut être observée sur les différentes représentations cartographiques du territoire : la carte de Cassini (XVIIIe siècle), la carte d'état-major (1820-1866) et les cartes ou photos aériennes de l'IGN pour la période actuelle (1950 à aujourd'hui).

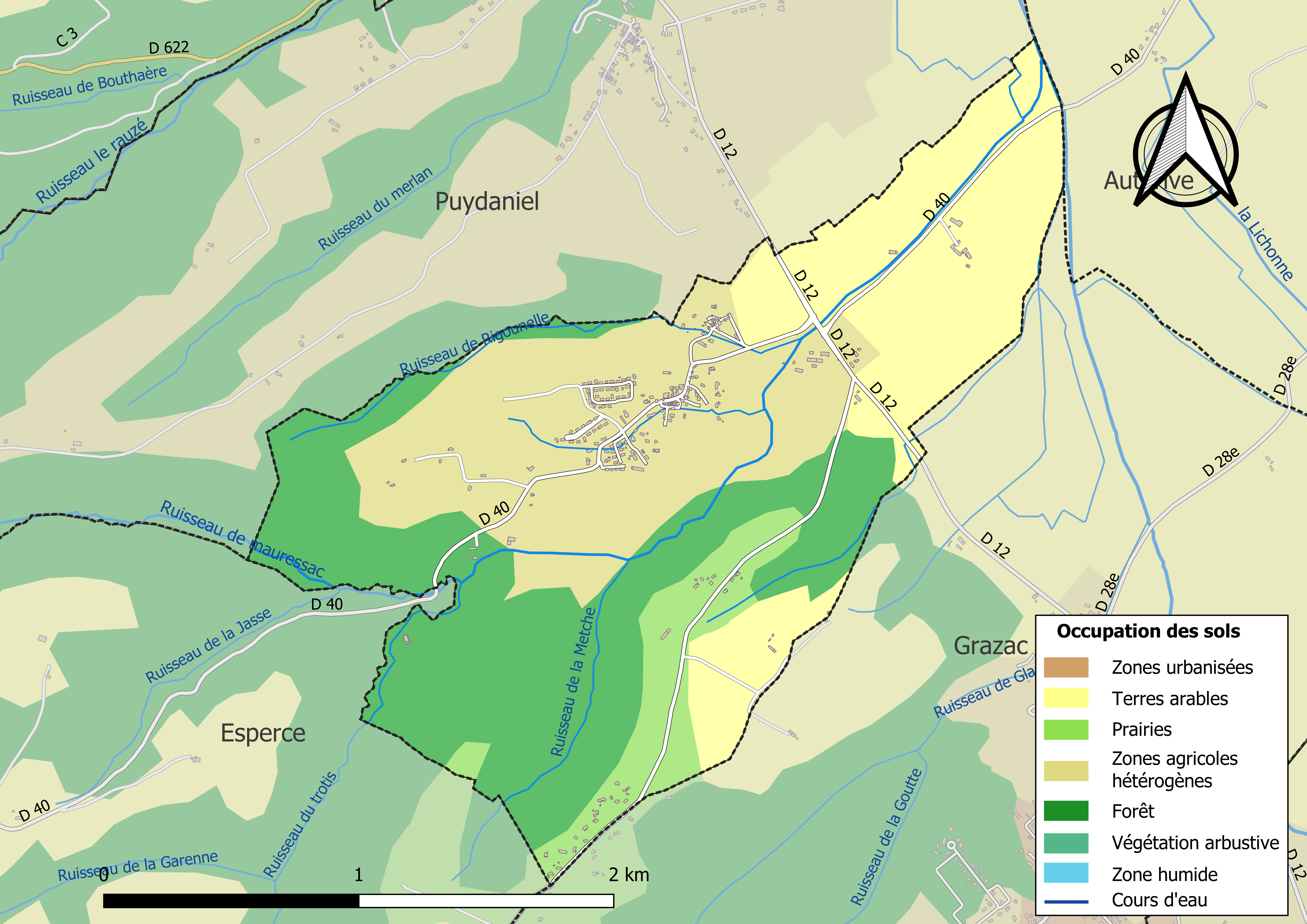
Carte des infrastructures et de l'occupation des sols de la commune en 2018 (CLC).

### Voies de communication et transports
Accès par la route départementale D12.
La ligne 319 du réseau Arc-en-Ciel relie la commune à la gare routière de Toulouse depuis Saverdun.

### Risques majeurs
Le territoire de la commune de Mauressac est vulnérable à différents aléas naturels : météorologiques (tempête, orage, neige, grand froid, canicule ou sécheresse), inondations, feux de forêts et séisme (sismicité très faible). Un site publié par le BRGM permet d'évaluer simplement et rapidement les risques d'un bien localisé soit par son adresse soit par le numéro de sa parcelle.
Certaines parties du territoire communal sont susceptibles d’être affectées par le risque d’inondation par débordement de cours d'eau, notamment la Mouillonne. La commune a été reconnue en état de catastrophe naturelle au titre des dommages causés par les inondations et coulées de boue survenues en 1982, 1992, 1999, 2000, 2007, 2009, 2014 et 2018,.
Un plan départemental de protection des forêts contre les incendies a été approuvé par arrêté préfectoral du 25 septembre 2006. Mauressac est exposée au risque de feu de forêt du fait de la présence sur son territoire du massif des Coteaux de l'Ariège. Il est ainsi défendu aux propriétaires de la commune et à leurs ayants droit de porter ou d’allumer du feu dans l'intérieur et à une distance de 200 mètres des bois, forêts, plantations, reboisements ainsi que des landes. L’écobuage est également interdit, ainsi que les feux de type méchouis et barbecues, à l’exception de ceux prévus dans des installations fixes (non situées sous couvert d'arbres) constituant une dépendance d'habitation,

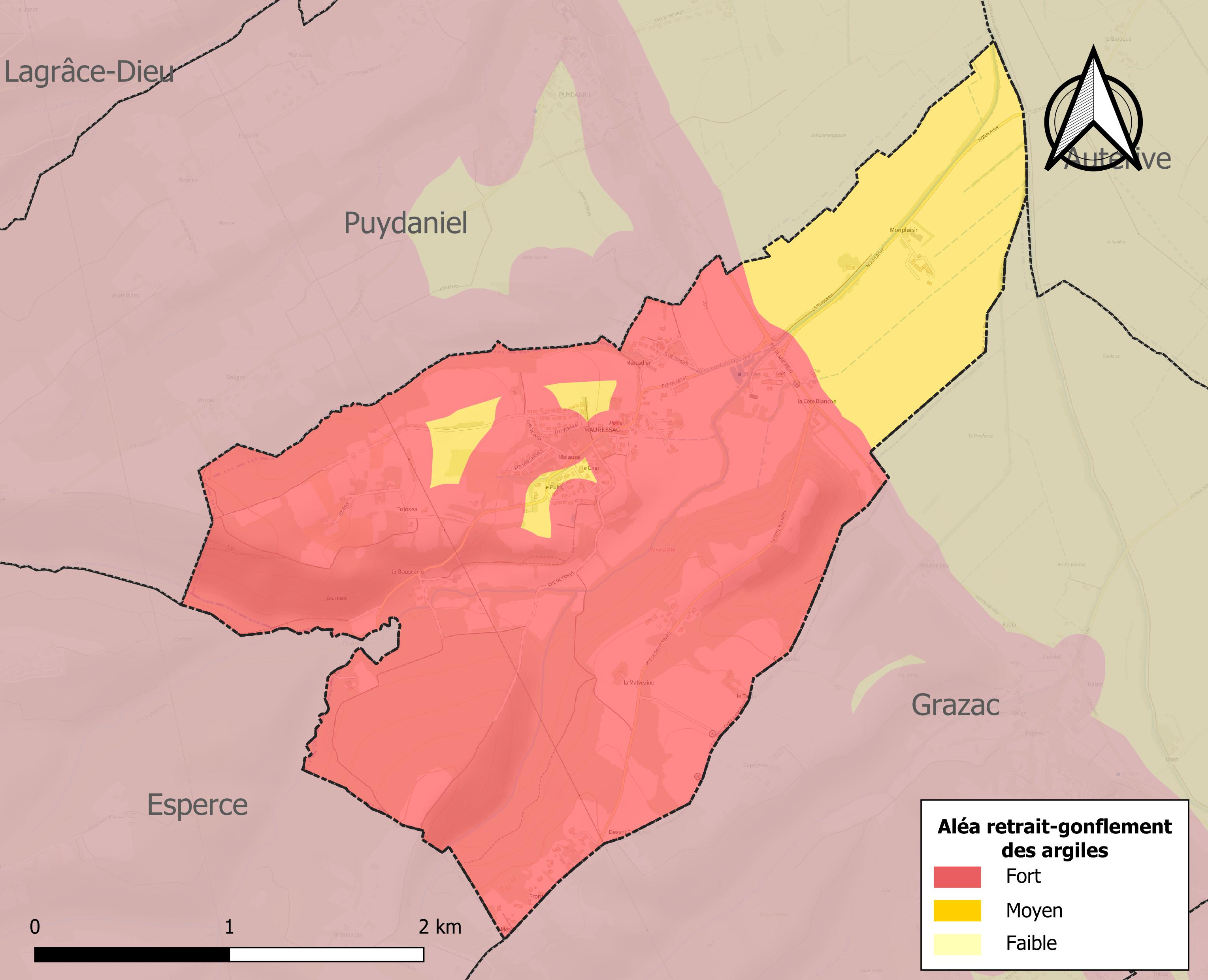
Carte des zones d'aléa retrait-gonflement des sols argileux de Mauressac.

Le retrait-gonflement des sols argileux est susceptible d'engendrer des dommages importants aux bâtiments en cas d’alternance de périodes de sécheresse et de pluie. La totalité de la commune est en aléa moyen ou fort (88,8 % au niveau départemental et 48,5 % au niveau national). Sur les 183 bâtiments dénombrés sur la commune en 2019, 183 sont en aléa moyen ou fort, soit 100 %, à comparer aux 98 % au niveau départemental et 54 % au niveau national. Une cartographie de l'exposition du territoire national au retrait gonflement des sols argileux est disponible sur le site du BRGM,.
Par ailleurs, afin de mieux appréhender le risque d’affaissement de terrain, l'inventaire national des cavités souterraines permet de localiser celles situées sur la commune.
Concernant les mouvements de terrains, la commune a été reconnue en état de catastrophe naturelle au titre des dommages causés par la sécheresse en 2003, 2012 et 2016 et par des mouvements de terrain en 1999.

## Histoire
À partir du Moyen Âge jusqu'à sa disparition en 1790 pendant la Révolution française, la commune faisait partie du diocèse de Rieux.

## Politique et administration

### Administration municipale
Le nombre d'habitants au recensement de 2011 étant compris entre 100 et 499, le nombre de membres du conseil municipal pour l'élection de 2014 est de onze,.

### Rattachements administratifs et électoraux
Commune faisant partie de la septième circonscription de la Haute-Garonne, de la communauté de communes du Bassin Auterivain et du canton d'Auterive.

### Liste des maires

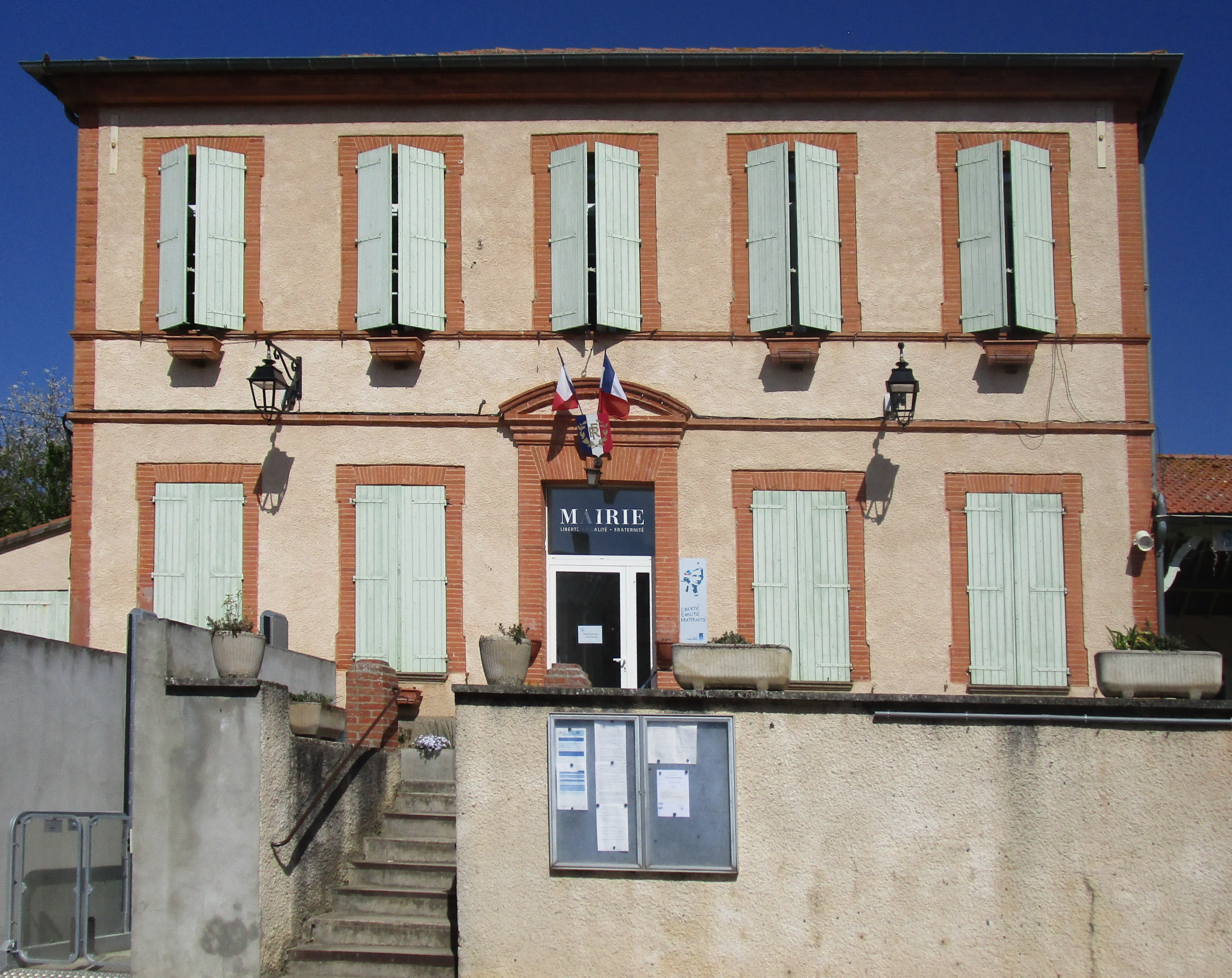
Mairie de Mauressac

| Période                                  | Période  | Identité        | Étiquette | Qualité       |
| ---------------------------------------- | -------- | --------------- | --------- | ------------- |
|                                          |          |                 |           |               |
| mars 1983                                | 2014     | Alain Maran     | PS        |               |
| mars 2014                                | En cours | Wilfrid Pasquet | SE        | Fonctionnaire |
| Les données manquantes sont à compléter. |          |                 |           |               |

## Population et société

### Démographie
| 1793 | 1800 | 1806 | 1821 | 1831 | 1836 | 1841 | 1846 | 1851 |
| ---- | ---- | ---- | ---- | ---- | ---- | ---- | ---- | ---- |
| 129  | 136  | 174  | 206  | 206  | 219  | 225  | 281  | 286  |

| 1856 | 1861 | 1866 | 1872 | 1876 | 1881 | 1886 | 1891 | 1896 |
| ---- | ---- | ---- | ---- | ---- | ---- | ---- | ---- | ---- |
| 283  | 301  | 317  | 281  | 255  | 238  | 219  | 225  | 215  |

| 1901 | 1906 | 1911 | 1921 | 1926 | 1931 | 1936 | 1946 | 1954 |
| ---- | ---- | ---- | ---- | ---- | ---- | ---- | ---- | ---- |
| 204  | 209  | 230  | 204  | 205  | 203  | 187  | 169  | 142  |

| 1962 | 1968 | 1975 | 1982 | 1990 | 1999 | 2005 | 2006 | 2010 |
| ---- | ---- | ---- | ---- | ---- | ---- | ---- | ---- | ---- |
| 135  | 107  | 91   | 120  | 184  | 240  | 326  | 339  | 437  |

| 2015 | 2020 | 2022 | - | - | - | - | - | - |
| ---- | ---- | ---- | - | - | - | - | - | - |
| 510  | 500  | 498  | - | - | - | - | - | - |

| selon la population municipale des années : | 1968 | 1975 | 1982 | 1990 | 1999 | 2006 | 2009 | 2013 |
| Rang de la commune dans le département      | 384  | 440  | 480  | 358  | 326  | 285  | 265  | 244  |
| Nombre de communes du département           | 592  | 582  | 586  | 588  | 588  | 588  | 589  | 589  |

### Enseignement
Mauressac fait partie de l'académie de Toulouse.
Elle fait partie un regroupement pédagogique intercommunal avec les communes de Lagrâce-Dieu (CE1 au CM2), Puydaniel (CP et CE1) et sur la commune l'école maternelle.

### Culture
Fête locale début juillet.

### Activités sportives
Chasse, randonnée pédestre, pétanque,

### Écologie et recyclage
La collecte et le traitement des déchets des ménages et des déchets assimilés ainsi que la protection et la mise en valeur de l'environnement se font par le biais de la Communauté de Communes du Bassin Auterivain (CCBA).

## Économie

### Revenus
En 2018  (données Insee publiées en septembre 2021), la commune compte 179 ménages fiscaux, regroupant 507 personnes. La médiane du revenu disponible par unité de consommation est de 21 800 € (23 140 € dans le département).

### Emploi
|                | 2008  | 2013  | 2018  |
| -------------- | ----- | ----- | ----- |
| Commune        | 6 %   | 9,6 % | 9,7 % |
| Département    | 7,7 % | 9,6 % | 9,3 % |
| France entière | 8,3 % | 10 %  | 10 %  |

En 2018, la population âgée de 15 à 64 ans s'élève à 316 personnes, parmi lesquelles on compte 82,8 % d'actifs (73,1 % ayant un emploi et 9,7 % de chômeurs) et 17,2 % d'inactifs,. En  2018, le taux de chômage communal (au sens du recensement) des 15-64 ans est supérieur à celui du département, mais inférieur à celui de la France, alors qu'il était inférieur à celui du département et de la France en 2008.
La commune fait partie de la couronne de l'aire d'attraction de Toulouse, du fait qu'au moins 15 % des actifs travaillent dans le pôle,. Elle compte 43 emplois en 2018, contre 36 en 2013 et 33 en 2008. Le nombre d'actifs ayant un emploi résidant dans la commune est de 232, soit un indicateur de concentration d'emploi de 18,4 % et un taux d'activité parmi les 15 ans ou plus de 70 %.
Sur ces 232 actifs de 15 ans ou plus ayant un emploi, 20 travaillent dans la commune, soit 9 % des habitants. Pour se rendre au travail, 87,2 % des habitants utilisent un véhicule personnel ou de fonction à quatre roues, 5,7 % les transports en commun, 4 % s'y rendent en deux-roues, à vélo ou à pied et 3,1 % n'ont pas besoin de transport (travail au domicile).

### Activités hors agriculture
19 établissements sont implantés  à Mauressac au 31 décembre 2019.
Le secteur des activités spécialisées, scientifiques et techniques et des activités de services administratifs et de soutien est prépondérant sur la commune puisqu'il représente 36,8 % du nombre total d'établissements de la commune (7 sur les 19 entreprises implantées  à Mauressac), contre 19,8 % au niveau départemental.

### Agriculture
|               | 1988 | 2000 | 2010 | 2020 |
| ------------- | ---- | ---- | ---- | ---- |
| Exploitations | 8    | 2    | 1    | 2    |
| SAU (ha)      | 252  | 73   | nd   | 74   |

La commune est dans le Volvestre, une petite région agricole localisée dans l'est du département de la Haute-Garonne, constituée de collines de terrefort à fortes pentes autrefois consacrées à l’élevage s’orientent aujourd’hui vers les grandes cultures. En 2020, l'orientation technico-économique de l'agriculture  sur la commune est la culture de céréales et/ou d'oléoprotéagineuses. Deux exploitations agricoles ayant leur siège dans la commune sont dénombrées lors du recensement agricole de 2020 (huit en 1988). La superficie agricole utilisée est de 74 ha,,.

## Culture locale et patrimoine

### Lieux et monuments
- Église Saint-Barthélemy.

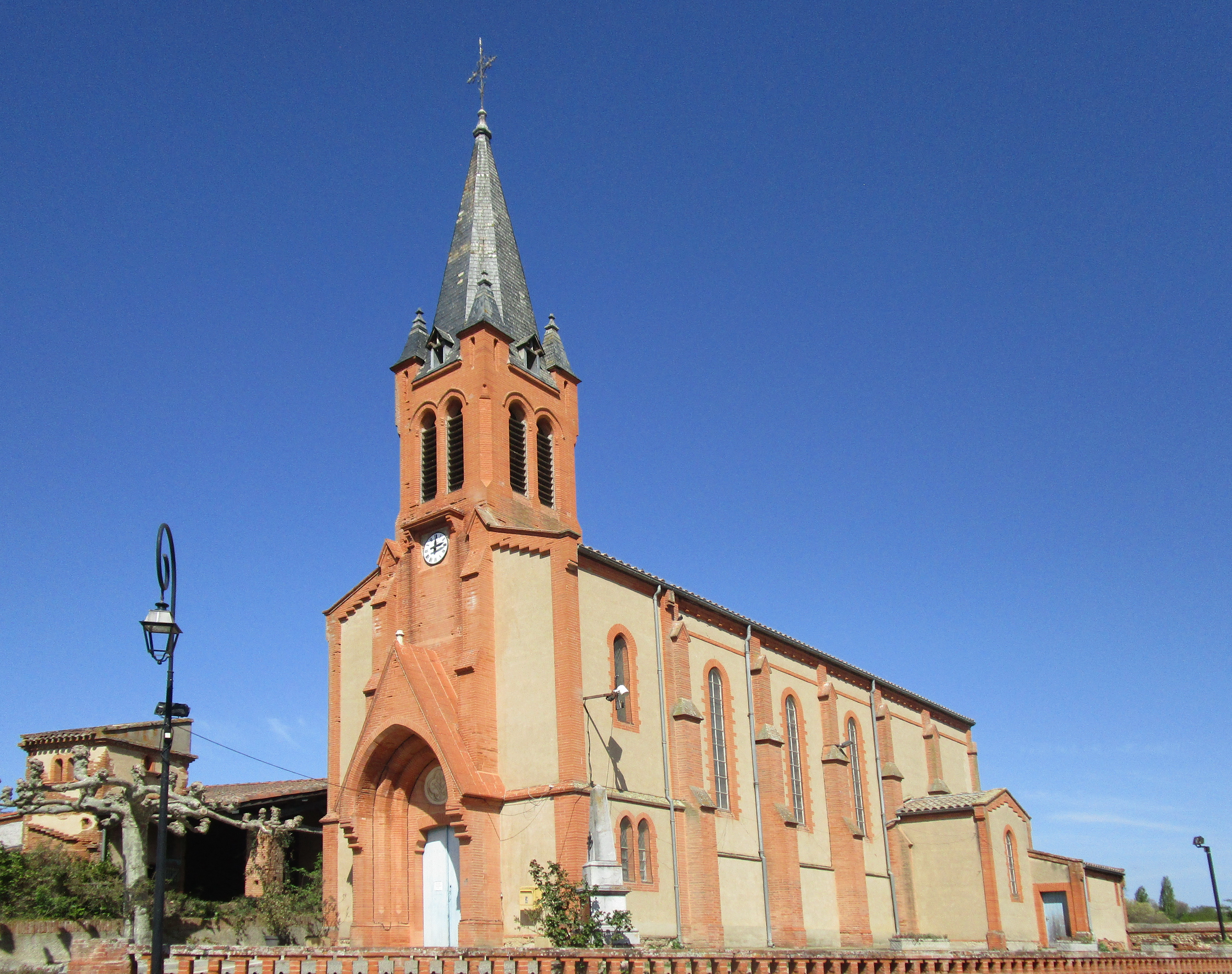
Église Saint-Bathélémy
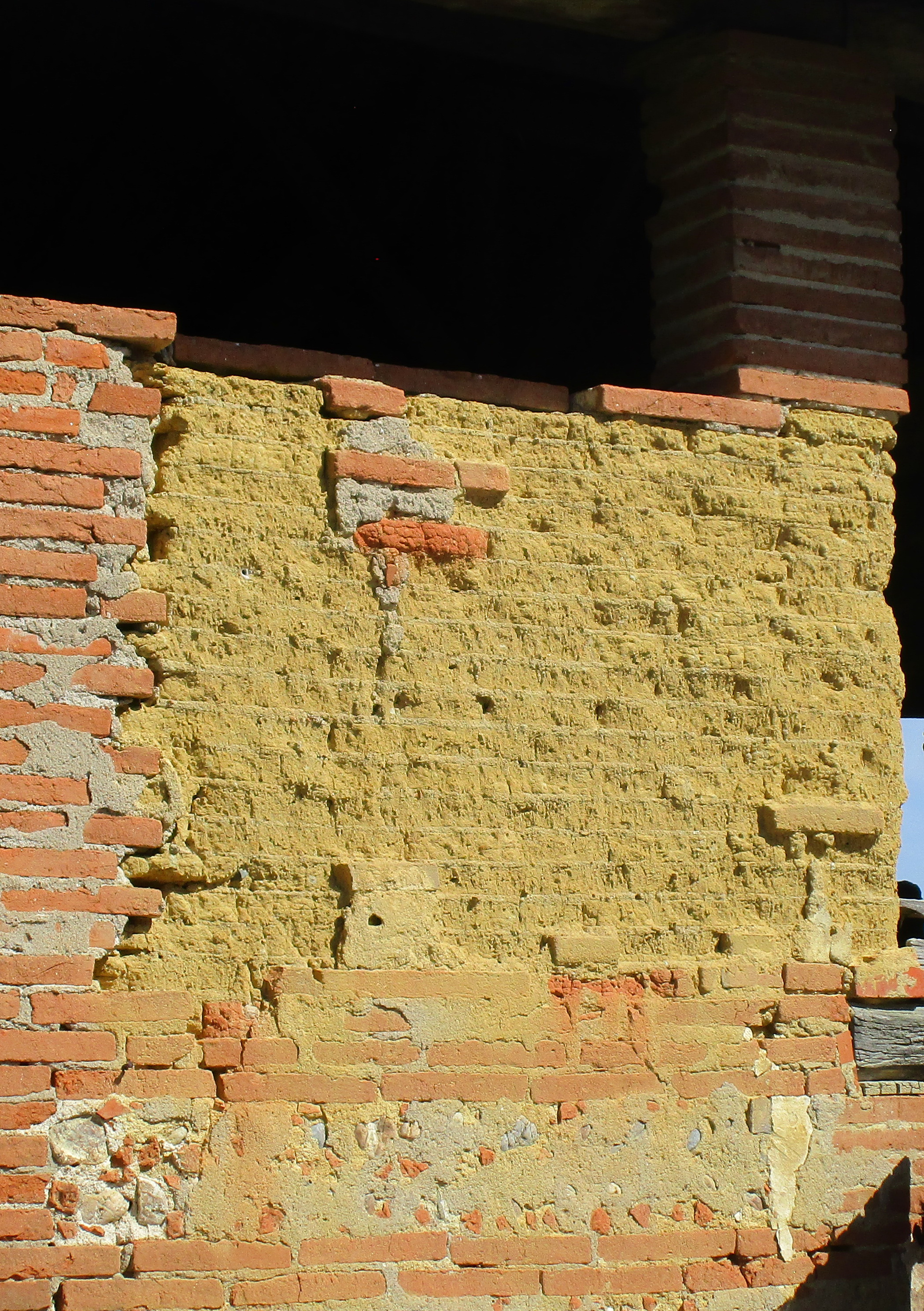
Mur constitué en partie de briques de terre crue

### Personnalités liées à la commune
- Famille Niel

## Pour approfondir